# Pauesia cedrobii
Pauesia cedrobii är en stekelart som beskrevs av Jaroslav Stary och Leclant 1977. Pauesia cedrobii ingår i släktet Pauesia och familjen bracksteklar. Inga underarter finns listade i Catalogue of Life.